# Геническ (тральщик)
«Геническ» (укр. Генічеськ; U360) — рейдовый тральщик ВМС Украины проекта 1258 (шифр «Корунд», англ. Yevgenia class по классификации НАТО) корабль противоминной обороны прибережного плавания Военно-Морских Сил Украины. В ВМФ СССР носил название РТ-214.

## Особенности проекта
Рейдовые тральщики проекта 1258 — специализированные корабли, предназначенные для выполнения задач по противоминной обороне на рейдах и в пунктах базирования ВМБ. Действующие в прибрежных водах и занимающиеся поиском и обнаружением морских якорных и донных мин, и последующим их тралением и уничтожением.
Проект 1258 рейдового тральщика был разработан в 1964 году западным проектно-конструкторским бюро (в городе Ленинград), главным конструктором проекта был В. И. Блинов. Тральщик оказался очень удачным проектом, при своих очень скромных размерах имел полный набор противоминного вооружения, чего не имели другие тогда существовавшие аналоги. С 1969 года для ВМФ СССР был построен 51 корабль этого проекта. 40 рейдовых тральщиков проекта 1258Е были проданы зарубежным странам.

## История корабля
Тральщик с заводским номером С-53 был заложен в эллинге Средне-Невского судостроительного завода в Ленинграде. Спущен на воду 10 июля 1985 года.
Корабль входил в состав 315-го дивизиона тральщиков 68-й бригады кораблей ОВР ЧФ.

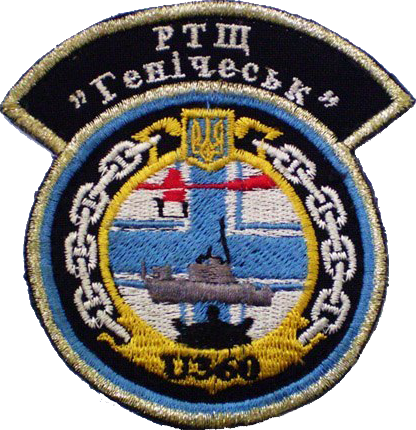

27 марта 1996 года РТ-214 вошёл в состав Военно-Морских Сил Украины, где получил название «Геническ» в честь одноимённого украинского города с присвоением бортового номера U360. Корабль неоднократно принимал участие в сбор-походах кораблей ВМС Украины.
До ноября 1996 года корабль базировался в Донузлаве на Южной военно-морской базе Украины, где и получил название «Геническ» 27 марта 1996 года. К тому времени кораблем командовал ст. мичман Александр Данилов. В конце октября 1996 года «Геническ» был перебазирован в Одессу, где принял командование кораблем ст. мичман Порукевич Альберт Иванович. С 2013 года пунктом базирования корабля стал Донузлав.
23 марта 2014 года корабль пытался прорваться из заблокированной бухты озера Донузлав.
24 марта 2014 года корабль перешёл в руки пророссийских военных и на нём был поднят флаг ВМФ России.
20 мая 2014 года речной тральщик «Геническ» без флагов опознавания был выведен российскими буксирами из Донузлава для передачи украинской стороне за пределами 12-мильной зоны и для дальнейшей его буксировки в Одессу.
12 июня 2014 года совершил первый выход в море после перехода его из Донузлава в Одессу.
29 августа 2015 года участвовал в ряде мероприятий, которые проводились на причале города Измаил.
В сентябре 2015 года участвовал в активной фазе учений «Си-Бриз 2015» («Sea Breeze — 2015»).
3 июля 2016 года участвовал в праздновании дня ВМС Украины в Николаеве.
20 марта 2017 года вместе с кораблями соединения постоянной военно-морской противоминной группы НАТО № 2 (SNMCMG2) в определённом районе Чёрного моря принимал участие в совместных учениях типа PASSEX.
После ухода из Крыма базировался в Очакове.
25.08.2022 года потоплен в северо-западной части Чёрного моря ударами крылатых ракет ВКС РФ.

## Командиры
Этим кораблем в составе ВМС Украины командовали:
- старший мичман Александр Данилов
- старший мичман Альберт Иванович  Порукевич
- старший мичман Иван Лижин

## Фильм
В 2017 году украинский интернет-канал Громадское телевидение показало фильм «Геническ», который рассказывает о боевых буднях украинских матросов этого корабля. На 2018 год корабль является единственным тральщиком Украины.